# Ella à Nice
Ella à Nice (с фр. — «Элла в Ницце») — концертный альбом американской джазовой певицы Эллы Фицджеральд, записанный во время её выступления в Ницце, Франция, 21 июля 1971 года. Во время концерта певице аккомпанировало трио Томми Флэнагана. Пластинка была выпущена лишь в 1982 году на лейбле Pablo Records под студийным номером Pablo 2308 234, в 1990 запись переиздали в формате CD под номером OJC20 442-2.
Альбом состоит из нескольких тематических блоков-попурри: «Разные лица Коула Портера» (англ. The Many Faces of Cole Porter), «Попурри из баллад» (англ. The Ballad Medley), «Эпизод с босса» (англ. The Bossa Scene), «Аспекты Дюка» (англ. Aspects of Duke).

## Список композиций
| №                   | Название                                                                                | Текст песни                                | Музыка                                   | Длительность |
| ------------------- | --------------------------------------------------------------------------------------- | ------------------------------------------ | ---------------------------------------- | ------------ |
| 1.                  | «Night and Day»                                                                         | Коул Портер                                | Коул Портер                              | 6:43         |
| 2.                  | «Get Out of Town/You’d Be So Easy to Love/You Do Something to Me» (Medley)              | Коул Портер                                | Коул Портер                              | 5:22         |
| 3.                  | «Body and Soul/The Man I Love/I Loves You Porgy» (Medley)                               | Айра Гершвин, Дюбоз Хейуорд, Эдвард Хейман | Джонни Грин, Джордж Гершвин, Роберт Саур | 4:42         |
| 4.                  | «The Girl from Ipanema/Fly Me to the Moon/O Nosso Amor/Madalena/Agua de Beber» (Medley) | Винисиус ди Морайс                         | Барт Говард, Антонио Карлос Жобим        | 5:35         |
| 5.                  | «Summertime»                                                                            | Айра Гершвин, Дюбоз Хейуорд                | Джордж Гершвин                           | 2:36         |
| Общая длительность: | Общая длительность:                                                                     | Общая длительность:                        | Общая длительность:                      | 24:58        |

| №                   | Название                                                                                                   | Текст песни               | Музыка                      | Длительность |
| ------------------- | --- | ------------------------- | --------------------------- | ------------ |
| 6.                  | «They Can’t Take That Away from Me»                                                                        | Айра Гершвин              | Джордж Гершвин              | 4:14         |
| 7.                  | «Mood Indigo/Do Nothing till You Hear from Me/It Don’t Mean a Thing (If It Ain’t Got That Swing)» (Medley) | Ирвинг Миллс, Боб Расселл | Дюк Эллингтон, Барни Бигард | 7：16        |
| 8.                  | «Something»                                                                                                | Джордж Харрисон           | Джордж Харрисон             | 3:33         |
| 9.                  | «St. Louis Blues»                                                                                          | Уильям Кристофер Хэнди    | Уильям Кристофер Хэнди      | 2:59         |
| 10.                 | «Close to You»                                                                                             | Дэвид Хэл                 | Берт Бакарак                | 2:45         |
| 11.                 | «Put a Little Love in Your Heart»                                                                          | Джеки Дешэннон            | Джимми Холидэй              | 4:29         |
| Общая длительность: | Общая длительность:                                                                                        | Общая длительность:       | Общая длительность:         | 25:16        |

## Участники записи
- Элла Фицджеральд — вокал.
- Томми Флэнаган — фортепиано.
- Фрэнк Делароза — контрабас.
- Эд Тигпен — барабаны.